# Chimarra adella
Chimarra adella är en nattsländeart som beskrevs av Donald G. Denning 1952. Chimarra adella ingår i släktet Chimarra och familjen stengömmenattsländor. Inga underarter finns listade i Catalogue of Life.